# Академическая гребля на летней Универсиаде 2013 — одиночки, лёгкий вес (женщины)
Соревнования среди одиночек в лёгком весе по академической гребле среди женщин на XXVII Всемирной Летней Универсиаде прошли с 6 июля по 8 июля.

## Призёры
| Золото                           | Серебро                     | Бронза                         |
| Кирстен-Мишель Маккенн ЮАР (RSA) | Ольга Аркадова Россия (RUS) | Элеонора Тривелла Италия (ITA) |

## Результаты

### Предварительный этап
На предварительном этапе прошло 3 заезда, по итогам которых три лучшие спортсменки в каждом из них напрямую прошли в полуфинал A/B. Спортсменки, занявшие места ниже 3-го, примут участие в утешительном заезде

#### Заезд 1
| Место | Спортсмен         | 500 м   | 1000 м  | 1500 м  | Время   |
| ----- | ----------------- | ------- | ------- | ------- | ------- |
| 1     | Юлия Траутфеттер  | 1:59.01 | 4:03.61 | 6:10.68 | 8:16.66 |
| 2     | Элеонора Тривелла | 1:59.30 | 4:16.01 | 6:24.73 | 8:23.94 |
| 3     | Кристина Шперрер  | 2:00.77 | 4:05.88 | 6:16.22 | 8:24.64 |
| 4     | Ана Паласан       | 2:02.76 | 4:07.76 | 6:20.54 | 8:27.83 |
| 5     | Лариса Жалинская  | 2:10.21 | 4:28.14 | 6:47.35 | 9:04.71 |

#### Заезд 2
| Место | Спортсмен              | 500 м   | 1000 м  | 1500 м  | Время   |
| ----- | ---------------------- | ------- | ------- | ------- | ------- |
| 1     | Кирстен-Мишель Маккенн | 1:58.30 | 4:05.65 | 6:15.21 | 8:24.29 |
| 2     | Эми Балмен             | 2:08.12 | 4:17.00 | 6:27.31 | 8:37.07 |
| 3     | Чен Ошри               | 2:04.61 | 4:16.58 | 6:31.92 | 8:46.19 |
| 4     | Людмила Иванова        | 2:04.27 | 4:20.48 | 6:39.56 | 8:55.27 |

#### Заезд 3
| Место | Спортсмен         | 500 м   | 1000 м  | 1500 м  | Время   |
| ----- | ----------------- | ------- | ------- | ------- | ------- |
| 1     | Ольга Аркадова    | 1:56.43 | 4:00.55 | 6:08.39 | 8:15.13 |
| 2     | Оливия Вюсс       | 2:00.17 | 4:08.01 | 6:15.84 | 8:21.93 |
| 3     | Чун Хе Вон        | 2:00.52 | 4:07.60 | 6:15.06 | 8:24.25 |
| 4     | Габриэла Москейра | 2:01.59 | 4:08.81 | 6:17.88 | 8:31.01 |

### Утешительный заезд
По итогам утешительного заезда три лучших спортсмена прошли в полуфинал A/B.
| Место | Спортсмен         | 500 м   | 1000 м  | 1500 м  | Время   |
| ----- | ----------------- | ------- | ------- | ------- | ------- |
| 1     | Ана Паласан       | 2:12.85 | 4:34.34 | 7:01.73 | 9:27.83 |
| 2     | Людмила Иванова   | 2:14.31 | 4:36.42 | 7:04.36 | 9:30.36 |
| 3     | Габриэла Москейра | 2:10.59 | 4:34.05 | 7:09.96 | 9:39.52 |
| 4     | Лариса Жалинская  | 2:21.34 | 4:49.16 | 7:21.05 | 9:44.63 |

### Полуфинал A/B

#### Заезд 1
| Место | Спортсмен              | 500 м   | 1000 м  | 1500 м  | Время   |
| ----- | ---------------------- | ------- | ------- | ------- | ------- |
| 1     | Кирстен-Мишель Маккенн | 1:55.16 | 3:58.54 | 6:02.94 | 8:04.13 |
| 2     | Юлия Траутфеттер       | 1:58.57 | 4:02.10 | 6:07.15 | 8:08.16 |
| 3     | Кристина Шперрер       | 2:00.86 | 4:07.79 | 6:12.72 | 8:12.57 |
| 4     | Габриэла Москейра      | 2:01.13 | 4:08.08 | 6:13.83 | 8:15.35 |
| 5     | Оливия Вюсс            | 1:58.27 | 4:04.16 | 6:10.81 | 8:16.56 |
| 6     | Чен Ошри               | 2:02.88 | 4:13.78 | 6:25.46 | 8:33.58 |

#### Заезд 2
| Место | Спортсмен         | 500 м   | 1000 м  | 1500 м  | Время   |
| ----- | ----------------- | ------- | ------- | ------- | ------- |
| 1     | Ольга Аркадова    | 1:54.94 | 4:00.36 | 6:07.18 | 8:08.29 |
| 2     | Элеонора Тривелла | 1:57.43 | 4:04.40 | 6:11.15 | 8:13.25 |
| 3     | Чун Хе Вон        | 1:59.27 | 4:06.83 | 6:14.05 | 8:15.94 |
| 4     | Эми Балмен        | 2:04.68 | 4:12.38 | 6:18.39 | 8:20.36 |
| 5     | Ана Паласан       | 2:02.01 | 4:13.15 | 6:21.17 | 8:21.18 |
| 6     | Людмила Иванова   | 2:12.18 | 4:29.17 | 6:45.05 | 8:54.76 |

### Финалы

#### Финал B
| Место | Спортсмен         | 500 м   | 1000 м  | 1500 м  | Время   | Примечания |
| ----- | ----------------- | ------- | ------- | ------- | ------- | ---------- |
| 1     | Габриэла Москейра | 2:01.76 | 4:09.18 | 6:19.13 | 8:25.93 |            |
| 2     | Оливия Вюсс       | 2:01.40 | 4:09.93 | 6:21.87 | 8:29.79 |            |
| 3     | Ана Паласан       | 2:02.88 | 4:15.67 | 6:28.67 | 8:33.76 |            |
| 4     | Чен Ошри          | 2:03.79 | 4:13.12 | 6:27.70 | 8:35.72 |            |
| 5     | Людмила Иванова   | 2:06.61 | 4:25.03 | 6:44.74 | 8:59.74 |            |
| 6     | Эми Балмен        | 2:08.33 | 4:19.70 | 6:31.35 | —       | BUW        |

#### Финал A
| Место | Спортсмен              | 500 м   | 1000 м  | 1500 м  | Время   |
| ----- | ---------------------- | ------- | ------- | ------- | ------- |
| 1     | Кирстен-Мишель Маккенн | 1:54.57 | 3:59.17 | 6:06.04 | 8:10.62 |
| 2     | Ольга Аркадова         | 1:55.49 | 4:00.46 | 6:09.64 | 8:14.63 |
| 3     | Элеонора Тривелла      | 1:59.77 | 4:06.08 | 6:15.49 | 8:19.13 |
| 4     | Юлия Траутфеттер       | 2:00.16 | 4:05.85 | 6:15.02 | 8:23.65 |
| 5     | Кристина Шперрер       | 2:01.06 | 4:09.18 | 6:20.69 | 8:27.04 |
| 6     | Чжун Хе Вон            | 2:02.51 | 4:12.46 | 6:26.53 | 8:33.45 |